# Ophionella mirkinii
Ophionella mirkinii är en oleanderväxtart som först beskrevs av Neville Stuart Pillans, och fick sitt nu gällande namn av Plowes. Ophionella mirkinii ingår i släktet Ophionella och familjen oleanderväxter. Inga underarter finns listade i Catalogue of Life.